# Metopoplus fixseni
Metopoplus fixseni är en fjärilsart som beskrevs av Hugo Theodor Christoph 1893. Metopoplus fixseni ingår i släktet Metopoplus och familjen nattflyn. Inga underarter finns listade i Catalogue of Life.